# Gaspard de Prony
Gaspard Clair François Marie Riche de Prony, född 22 juli 1755 i Chamelet (i nuvarande departementet Rhône), död 29 juli 1839 i Asnières-sur-Seine, var en fransk baron och ingenjör.

## Biografi
Prony fick 1791 ledningen av skatteväsendet[förklaring behövs] och blev 1794 professor i mekanik vid École polytechnique samt var från 1798 och fram till sin död direktör för École nationale des ponts et chaussées. År 1793 blev han ledamot av Institut de France och för sina många betydande arbeten erhöll han 1828 titeln baron och 1835 pärsvärdighet.
Bland Pronys arbeten kan nämnas regleringen av Pos lopp samt förbättringen av Genuas, Anconas och Venedigs hamnar. Han gjorde även försök att torrlägga Pontinska träsken samt att förebygga floden Rhônes översvämningar. Som mekaniker blev han allmänt känd genom den efter honom uppkallade bromsdynamometern "De Prony-broms". Han var även harpspelare.
År 1810 invaldes Prony som utländsk ledamot nummer 200 av Kungliga Vetenskapsakademien. Hans namn tillhör de 72 som är ingraverade på Eiffeltornet.